# Extreme Ways
Singles de Moby
We Are All Made of Stars
(2002) In This World
(2002)
Extreme Ways est une chanson de l'artiste américain Moby, sortie en single en 2002. C'est le second extrait de l'album 18, également sorti en 2002.
La chanson est notamment connue pour servir de générique de fin aux cinq films de la série Jason Bourne.

## Composition
Extreme Ways utilise des samples du break de batterie du titre Synthetic Substitution de Melvin Bliss ainsi que l'introduction des cordes du début de la reprise de Everybody's Talkin' par Hugo Winterhalter.

## Clip
Un clip est présent sur la compilation 18 B-Sides + DVD parue en 2003 et sur l'édition Explosive Extended du DVD de La Mémoire dans la peau.

## VersionsJason Bourne
La chanson conclut chaque film de la saga Jason Bourne débutée en 2002. Dès le 3e film, La Vengeance dans la peau, des versions remixées inédites seront utilisées pour les films. Ainsi, Extreme Ways (Bourne's Ultimatum) apparait exclusivement sur la bande originale du 3e film et en CD single en septembre 2007.
Extreme Ways (Bourne's Legacy) est ensuite enregistrée pour le 4e film, Jason Bourne : L'Héritage (2012). Cette version est enregistrée dans le home studio de Moby et aux Sony Pictures Studios. Dans les studios Sony, Moby travaille avec un orchestre de 110 pièces et avec l'aide de James Newton Howard, compositeur de la musique originale du film, et de Joe Trapanese. Une version orchestrale est également enregistrée. Les deux versions seront ensuite commercialisées en téléchargement en juillet 2012.
Moby enregistre une nouvelle version, Extreme Ways (Jason Bourne), pour le 5e film, Jason Bourne. Elle apparait sur l'album du film sorti fin juillet 2016.

## Liste des titres
| MUTE270 (Royaume-Uni) 1. Extreme Ways – 3:32 2. Love of Strings – 6:11 3. Life's So Sweet – 6:31 4. Extreme Ways (clip) LCD MUTE270 (Royaume-Uni) 1. Extreme Ways – 3:32 2. Extraits de l'album – 1:55 : 1. Signs of Love 2. Sunday (The Day Before My Birthday) 3. In My Heart 4. Jam for the Ladies | V2CP 131 (Japon) 1. Extreme Ways – 3:32 2. Love of Strings – 6:11 3. Life's So Sweet – 6:31 4. Extreme Ways (DJ Tiësto's Vocal Remix) – 7:11 5. Extreme Ways (Junior Jack's Club Mix) – 11:37 Mute vinyle 12" / 12 MUTE270 (Royaume-Uni) 1. Extreme Ways (DJ Tiësto's Vocal Remix) – 7:11 2. Extreme Ways (Junior Jack's Club Mix) – 11:37 Mute 12" / L12 MUTE270 (Royaume-Uni) 1. Extreme Ways (John Creamer + Stephane K Remix) – 9:25 2. Extreme Ways (Lee Coombs Remix) – 8:36 XCD MUTE270 (Royaume-Uni, 2007) 1. Extreme Ways (Bourne's Ultimatum) |

## Classements

### Version originale
| Pays et classement (2002)                  | Meilleure position |
| ------------------------------------------ | ------------------ |
| France - SNEP                              | 53                 |
| Royaume-Uni - UK Singles Chart             | 39                 |
| États-Unis - Billboard Hot Dance Club Play | 12                 |

### VersionBourne's Ultimatum
| Pays et classement (2007)      | Meilleure position |
| ------------------------------ | ------------------ |
| Royaume-Uni - UK Singles Chart | 53                 |